# 4 tháng 8
Ngày 4 tháng 8 là ngày thứ 216 (217 trong năm nhuận) trong lịch Gregory. Còn 149 ngày trong năm.

## Sự kiện
- 1914 – Trong Chiến tranh thế giới thứ nhất, Đức xâm lược Bỉ, đáp lại, Anh Quốc tuyên chiến với Đức, mở màn Mặt trận phía Tây.
- 1965 – Hiến pháp Quần đảo Cook có hiệu lực, trao cho lãnh thổ này vị thế tự trị bên trong New Zealand.
- 1969 – Thông qua nhà trung gian Jean Sainteny tại Paris, đại diện của Hoa Kỳ là Henry Kissinger và đại diện của Việt Nam Dân chủ Cộng hòa là Xuân Thủy bắt đầu các cuộc đàm phán hòa bình bí mật.
- 1977 – Tổng thống Hoa Kỳ Jimmy Carter ký ban hành luật thành lập Bộ Năng lượng Hoa Kỳ.
- 1984 – Đúng một năm sau khi lên nắm quyền bằng đảo chính quân sự, Tổng thống Thượng Volta Thomas Sankara đổi quốc hiệu thành Burkina Faso.
- 1995 – Croatia mở Chiến dịch Oluja đánh chiếm nhà nước tự xưng Cộng hòa Serbia Krajina[1]
- 2013 – Vệ tinh Pico Dragon siêu nhỏ của Việt Nam được tàu vận tải HTV4 của Nhật Bản phóng lên vũ trụ.
- 2020 – Vụ nổ tại bến cảng Beirut, thủ đô nước Cộng hòa Liban.

## Sinh
- 1281 – Hải Sơn, tức Nguyên Vũ Tông, hoàng đế nhà Nguyên, tức ngày 19 tháng 7 năm Tân Tị (m. 1311)
- 1521 – Giáo hoàng Urbanô VII (m. 1590)
- 1792 – Percy Bysshe Shelley, nhà thơ người Anh (m. 1822)
- 1805 – William Rowan Hamilton, nhà vật lý học, thiên văn học, và toán học người Ireland (m. 1865)
- 1834 – John Venn, nhà toán học người Anh (m. 1923)
- 1859 – Knut Hamsun, tác gia người Na Uy, đoạt giải Giải Nobel Văn học (m. 1952)
- 1901 – Louis Armstrong, nghệ sĩ trumpet và ca sĩ người Mỹ (m. 1971)
- 1909 – Saunders Mac Lane, nhà toán học người Mỹ (m. 2005)
- 1912 – Raoul Wallenberg, kiến trúc sư và nhà ngoại giao người Thụy Điển (m. 1947)
- 1918 – Thái Thị Liên, nghệ sĩ dương cầm người Việt Nam
- 1921 - Maurice Richard, cầu thủ khúc côn cầu trên băng Canada, biểu tượng văn hóa của cư dân nói tiếng Pháp tại Québec (m. 2000)[2]
- 1941 – Ted Strickland, chính trị gia người Mỹ
- 1960 – José Luis Rodríguez Zapatero, chính trị gia người Tây Ban Nha, Thủ tướng Tây Ban Nha
- 1961 – Barack Obama, luật sư và chính trị gia người Mỹ, Tổng thống Hoa Kỳ
- 1964 – Anna-sui, nhà thiết kế thời trang người Mỹ
- 1965 – Fredrik Reinfeldt, chính trị gia người Thụy Điển, Thủ tướng Thụy Điển
- 1974 – Mizuta Wasabi, seiyū anime người Nhật Bản
- 1975 - Nguyên Vũ, ca sĩ người Việt Nam
- 1981 – Meghan Markle, diễn viên điện ảnh người Mỹ, thành viên của Hoàng gia Anh
- 1985 – 
  - Mark Milligan, cầu thủ bóng đá người Úc
  - Antonio Valencia, cầu thủ bóng đá người Ecuador
- 1987 – 
  - Jang Geun Suk, diễn viên và ca sĩ người Hàn Quốc
  - Phil Younghusband, cầu thủ bóng đá người Philippines
- 1992 – 
  - Cole Sprouse, diễn viên người Ý-Mỹ
  - Dylan Sprouse, diễn viên người Ý-Mỹ

## Mất
- 221 – Chân Lạc, chính thê của Ngụy Văn Đế Tào Phi, tức ngày Đinh Mão tháng 6 (s. 183)
- 1060 – Henri I của Pháp (s. 1008)
- 1578 – Sebastian của Bồ Đào Nha (s. 1554)
- 1849 – Anita Garibaldi, vợ của Giuseppe Garibaldi (s. 1821)
- 1859 – Gioan Maria Vianney, thầy thu người Pháp được phong thánh (s. 1786)
- 1875 – Hans Christian Andersen, tác gia người Đan Mạch (s. 1805)
- 1889 – Nguyễn Phúc Miên Tả, tước phong Trấn Quốc công, hoàng tử con vua Minh Mạng (s. 1833)
- 1900 – Isaac Ilyich Levitan, họa sĩ người Nga (s. 1860)
- 1997 – Jeanne Calment, người trường thọ người Pháp (s. 1875)
- 2003 – Frederick Chapman Robbins, bác sĩ nhi khoa và nhà virus học người Mỹ, đoạt Giải Nobel Sinh lý và Y khoa (s. 1916)
- 2011 – Matsuda Naoki, cầu thủ bóng đá người Nhật Bản (s. 1977)
- 2011 – Trần Ngọc Tám, Trung tướng Quân lực Việt Nam Cộng hòa